# Ali Shafi
Ali Hussein Abdel Shafi (in arabo علي حسين عبد الشافي‎?; 10 aprile 1908 – ...) è stato un calciatore egiziano, di ruolo centrocampista.

## Carriera
Prese parte con la Nazionale egiziana ai Mondiali del 1934.